# Zafiro Logan

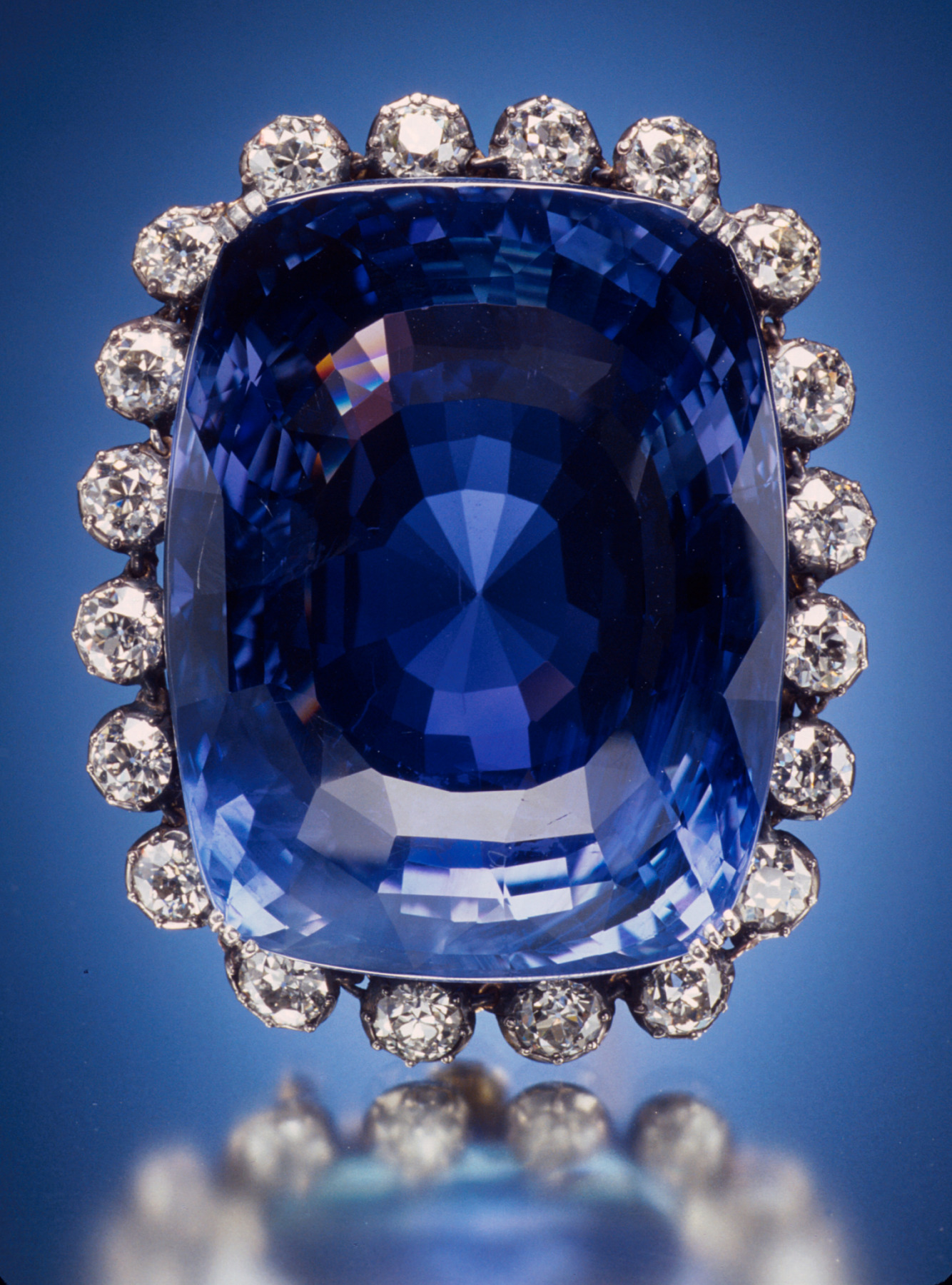
El broche del zafiro Logan, Museo Nacional de Historia Natural, Washington D. C.

El zafiro Logan es un zafiro de 422,98 quilates (84,596 g) procedente de Sri Lanka. Es uno de los zafiros azules facetados más grandes del mundo. Fue propiedad de Sir Victor Sassoon y luego lo compró M. Robert Guggenheim como regalo para su esposa, Rebecca Pollard Guggenheim, que donó el zafiro a la Smithsonian Institution en 1960. El nombre del zafiro procede del nuevo apellido de Rebecca tras casarse con John A. Logan. Desde 1971 se exhibe en la Colección Nacional de Gemas del Museo Nacional de Historia Natural de Washington. Se trata de un zafiro mixto de talla cojín, aproximadamente del tamaño de un huevo de gallina grande, engastado en un broche de plata y oro rodeado de 20 diamantes redondos de talla brillante.

## Descripción
El zafiro Logan pesa 422,98 quilates (84,596 g) y tiene aproximadamente el tamaño de un huevo de gallina grande, con unas dimensiones de 49,23 mm × 38,26 mm × 20,56 mm (1,938 in × 1,506 in × 0,809 in). Es un zafiro de talla cojín mixta (con forma rectangular redondeada) y es azul con ligeros matices de violeta. La talla está diseñada para resaltar su color más que para mejorar su brillo. En 1997, el Instituto Gemológico de América determinó que el color del zafiro Logan era natural y que no había sido sometido previamente a tratamiento térmico, una técnica que a veces se utiliza para mejorar el color o las propiedades mecánicas de las piedras preciosas. Presenta una fluorescencia rojiza anaranjada cuando se expone a la radiación ultravioleta. Este fenómeno, así como los ligeros tonos violetas, indican la presencia de trazas del elemento cromo en la estructura del zafiro.
El zafiro Logan es uno de los zafiros azules facetados más grandes del mundo. En el interior de la gema se aprecian inclusiones de rutilo, comunes en los zafiros de Sri Lanka. Está engastado en un broche de plata y oro y rodeado por 20 diamantes redondos de talla brillante. En total, los diamantes pesan aproximadamente 16 quilates (3,2 g). Es probable que los diamantes se extrajeran de una pulsera o collar antiguos. Un artículo publicado en 1958 en Ladies' Home Journal por Rebecca Pollard Guggenheim, su propietaria en aquel momento, sugiere que se engastó en el broche en algún momento después de que ella lo adquiriera varios años antes, pero se desconocen más detalles de su engaste.

## Historia

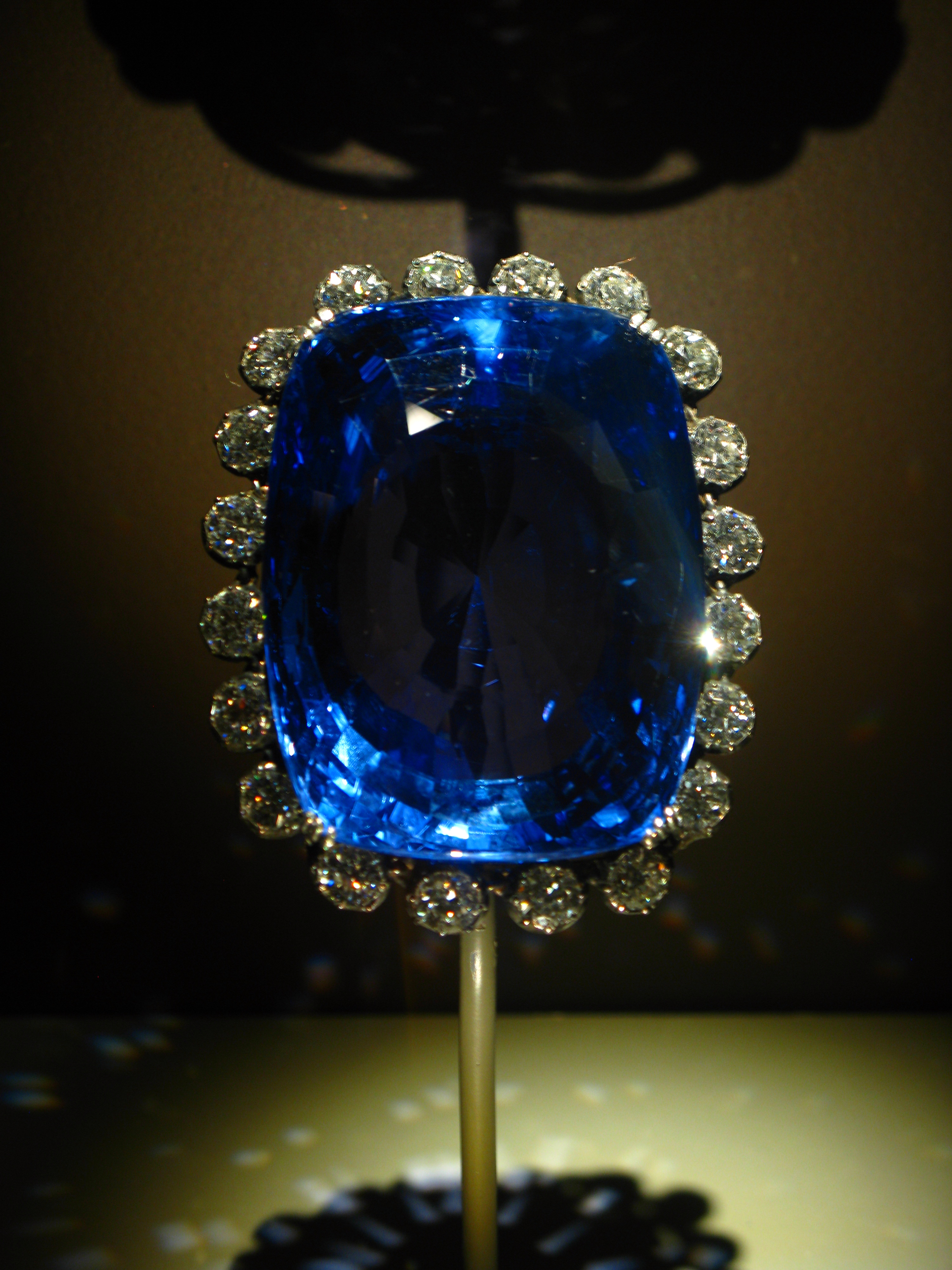
El zafiro Logan en exposición

El zafiro se extraía en Sri Lanka. Se trata de un «zafiro de Ceilán», término derivado del antiguo nombre de Sri Lanka, y probablemente procede de Ratnapura, conocida como la «Ciudad de las Gemas». Un joyero neoyorquino que poseía el zafiro afirmó que su primer propietario era un nativo de Sri Lanka que fue decapitado por ocultar su descubrimiento a su líder. Uno de los primeros propietarios del zafiro fue Sir Victor Sassoon, tercer barón de Bombay, miembro de la acaudalada familia Sassoon. Según el Instituto Smithsoniano, es posible que los Sassoon adquirieran el zafiro a un maharajá indio. Se expuso en la Feria Mundial de Nueva York de 1939. Sassoon planeó subastar el zafiro en 1941 para recaudar fondos para el esfuerzo bélico británico durante la Segunda Guerra Mundial, pero la subasta no llegó a celebrarse.
A principios de la década de 1950, el diplomático estadounidense M. Robert Guggenheim compró el zafiro a Sassoon. Se lo regaló a su esposa, Rebecca Pollard Guggenheim, como obsequio de Navidad y aniversario en 1952. En Ladies' Home Journal, ella recordaba su reacción al verlo: «Me sentí sencillamente abrumada. [...] No es una piedra que se pueda llevar de manera informal. Todo lo que podía pensar era que nunca podría llevarla. Y, por supuesto, me encantaba». A menudo lo llevaba en un clip en actos formales, pero el zafiro pesaba tanto que tenía que llevarlo con bandolera. En diciembre de 1960, un año después de la muerte de Robert, Rebecca cedió cuatro séptimas partes del zafiro al Instituto Smithsoniano, y el resto al año siguiente. Esta transacción se limitó a las escrituras; el zafiro no se dividió físicamente y no se expuso públicamente hasta casi una década después. Rebecca quería reservarlo para que sólo lo luciera la primera dama de los Estados Unidos «en las ocasiones de estado y de otro tipo que fueran apropiadas», aunque nunca se ha utilizado con este fin.
Rebecca Guggenheim cambió su apellido por Logan en 1962 tras casarse con John A. Logan, consultor de empresas, y el zafiro pasó a conocerse como el «zafiro Logan». Fue el primero de varios regalos de donantes adinerados que llegaron tras la adquisición del diamante Hope por parte del Smithsonian en 1958; otro fue el collar de diamantes de Napoleón. El zafiro Logan se transfirió físicamente al Smithsonian en abril de 1971. Según Paul Desautels, conservador del museo en aquella época, Logan se separó del zafiro porque le recordaba las relaciones extramatrimoniales de su difunto marido.
Desde 1971, el zafiro Logan está expuesto en la Colección Nacional de Gemas del Museo Nacional de Historia Natural de Washington D. C. (número de catálogo NMNH G3703-00). Es la gema montada más grande y pesada de la colección.